# BV-1202
La BV-1202 és una carretera que uneix els termes municipals d'Ullastrell i Santa Maria de Vilalba, (Abrera). La B correspon a la demarcació de Barcelona, i la V a l'antiga categoria de carretera veïnal. Actualment pertany a la Diputació de Barcelona.
Té l'origen a la vila d'Ullastrell. Durant el seu recorregut, s'adreça cap a l'oest, fins a arribar al poble de Santa Maria de Vilalba integrat a la població d'Abrera i finalment acaba en la seva unió amb la carretera BV-1201, en el terme municipal abrerenc. Aquesta via té una distància de seus 7,504 quilòmetres de recorregut.
Durant els darrers anys s'han realitzat millores i en resten de pendents per a millorar la seguretat viària d'aquesta carretera.

## Història
El primer coneixement de la voluntat de la creació d'aquesta carretera es troba en el Pla de camins veïnals del 1910, el de 1918 i en el de 1926. La següent coneixença coneguda és que al 1929 la carretera es trobava en construcció i no es té la certesa de la seva finalització com molt tard el 1936.